# Cerkiew św. Michała Archanioła w Matysovej
Cerkiew św. Michała Archanioła w Matysovej – drewniana greckokatolicka cerkiew filialna zbudowana w 1833 w Matysovej,  przeniesiona w 1979 do skansenu Lubowla.

## Historia
Cerkiew wzniesiona w 1833 we wsi Matysová. Parafia należała do unickiego dekanatu muszyńskiego. W 1938 została wyremontowana. Po zbudowaniu w miejscowości nowej świątyni drewniana cerkiew przeniesiona w 1979 do skansenu w Lubowli.

## Architektura i wyposażenie
Jest to budowla drewniana konstrukcji zrębowej, nie orientowana, dwudzielna, trójprzestrzenna, z niewielkim, trójbocznie zamkniętym prezbiterium i obszerną, prostokątną nawą. Do nawy przylega przedsionek oraz nieduża kruchta. Nad zachodnią częścią świątyni słupowa wieża. Dach dwuspadowy, dwukalenicowy, z trzema niewielkimi wieżyczkami z krzyżami. Dachy i wieżyczki pokryte są gontem, ściany obłożone gontem łupanym.

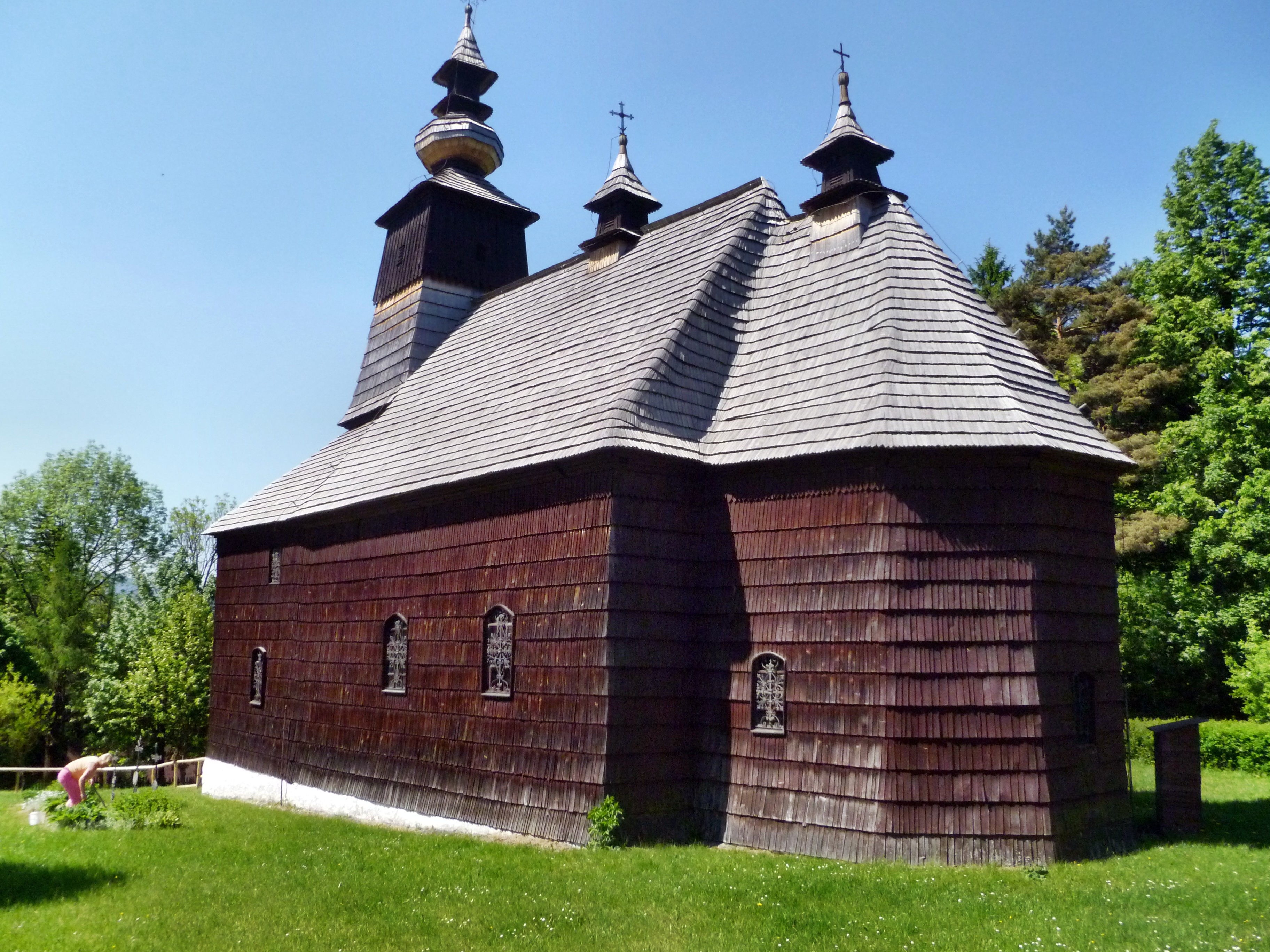
Widok od strony prezbiterium
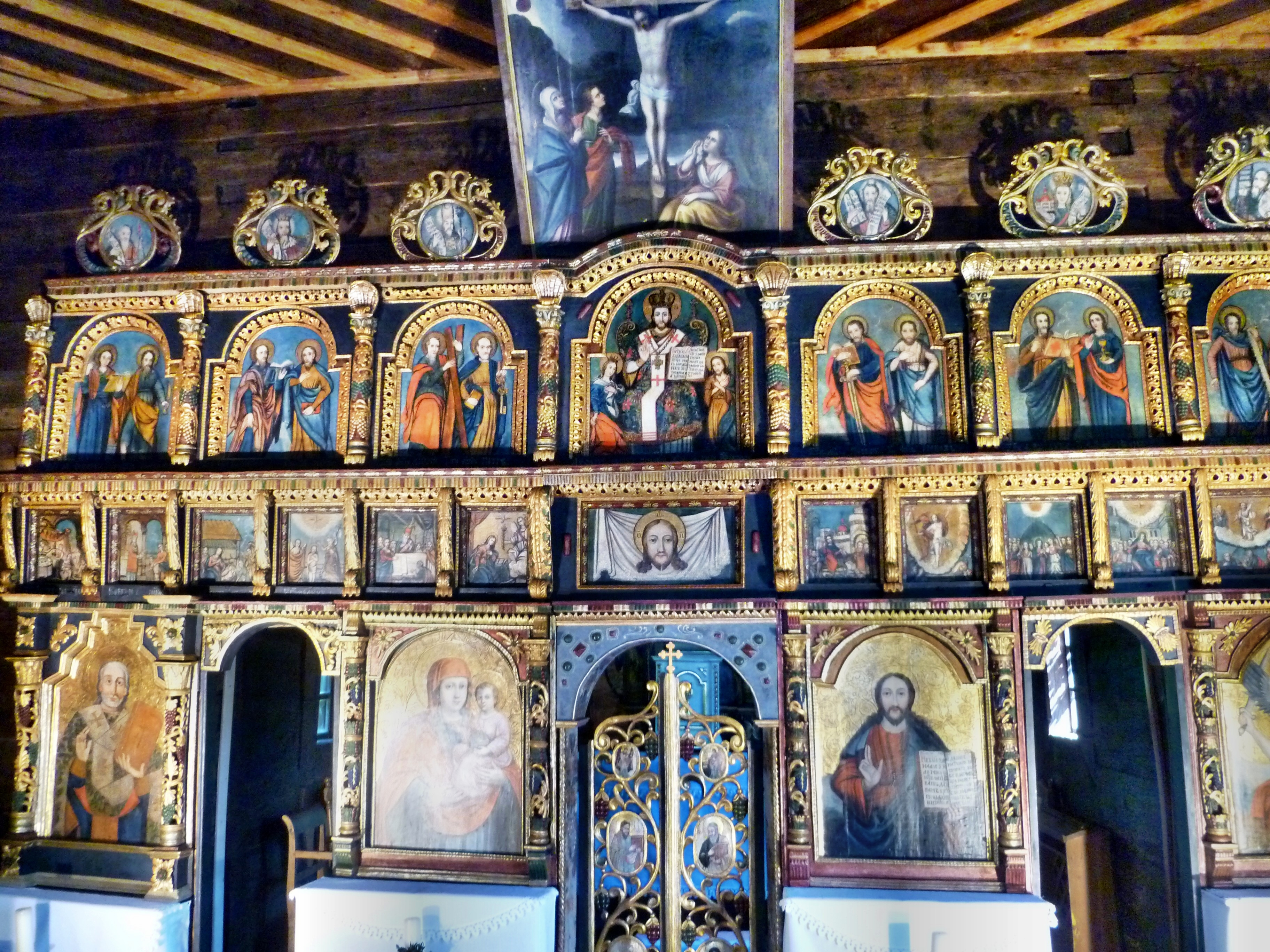
Fragment ikonostasu
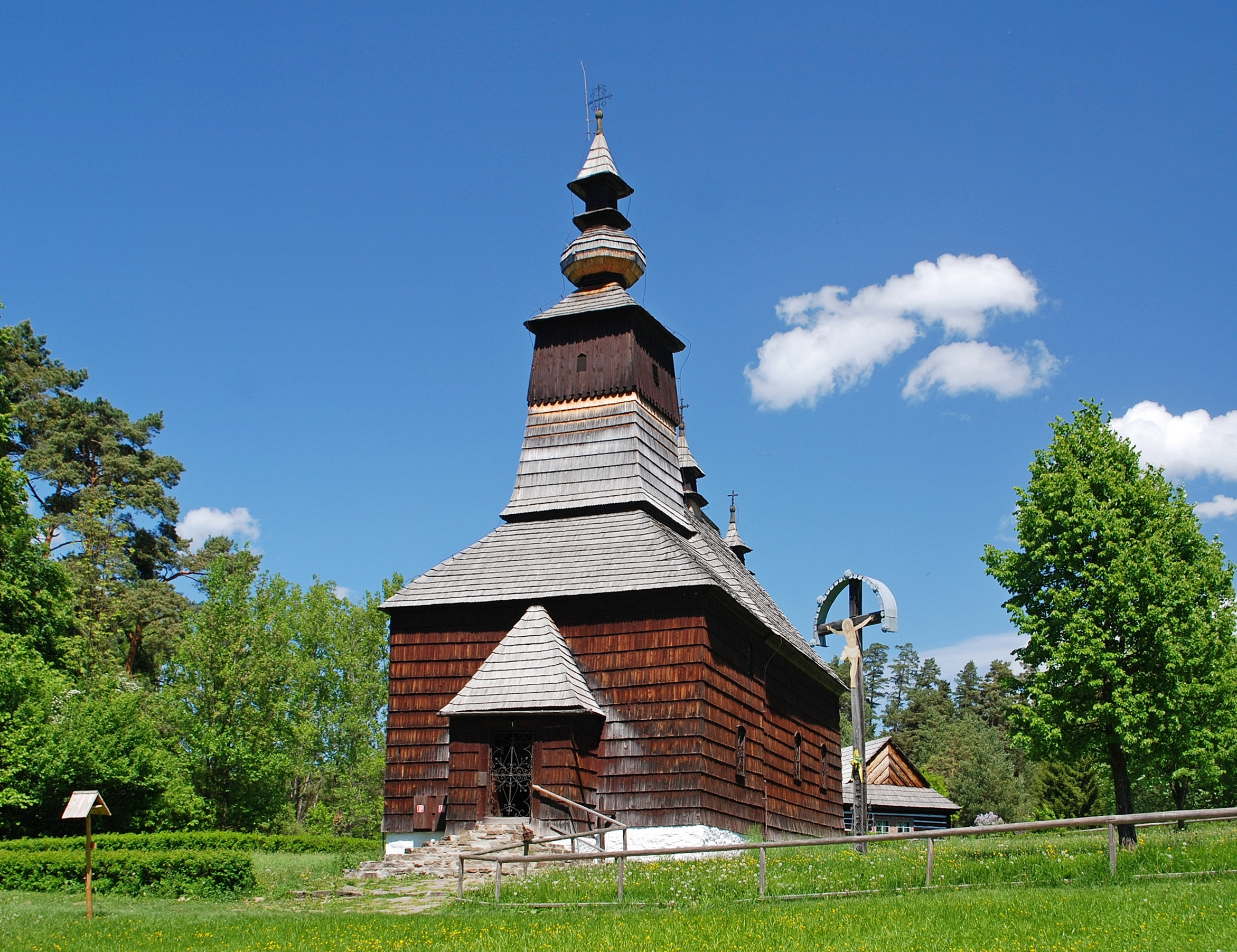
Elewacja frontowa

Wewnątrz stropy płaskie. Chór muzyczny wsparty na dwóch słupach, o prostej linii parapetu z malunkami. W prezbiterium w barokowym ołtarzu głównym ikona Zdjęcia z Krzyża, a w ołtarzu bocznym w nawie z ikoną Przemienienia na Górze Tabor z końca XVIII w. Ikonostas zestawiono ze zróżnicowanych chronologicznie elementów: połowa XVII w.–1763. Duża ikona Ukrzyżowania, w jego zwieńczeniu z 1711 oraz dwie ikony Matki Bożej Hodegetrii z 1693 są dziełami Ioana Medyckiego.
Unikatem w wyposażeniu cerkwi w Matysovej jest zawieszony pod stropem centralnej części świątyni, na długim łańcuchu, symboliczny Tron Boży tzw. teleso datowane na rok 1633. Teleso zostało wykonane dla dawniejszej, nieistniejącej cerkwi. Wykonane z drewna, składa się z pary rozmieszczonych poziomo grup obręczy – po cztery obręcze spięte krzyżowo w każdej. Grupy obręczy połączone są pięcioma pionowymi, profilowanymi snycersko kolumnami, z wyższą środkową, zwieńczoną prostopadłościennym elementem zawieszenia. Według przekazów okoliczności jego powstania związane są z objawieniem.

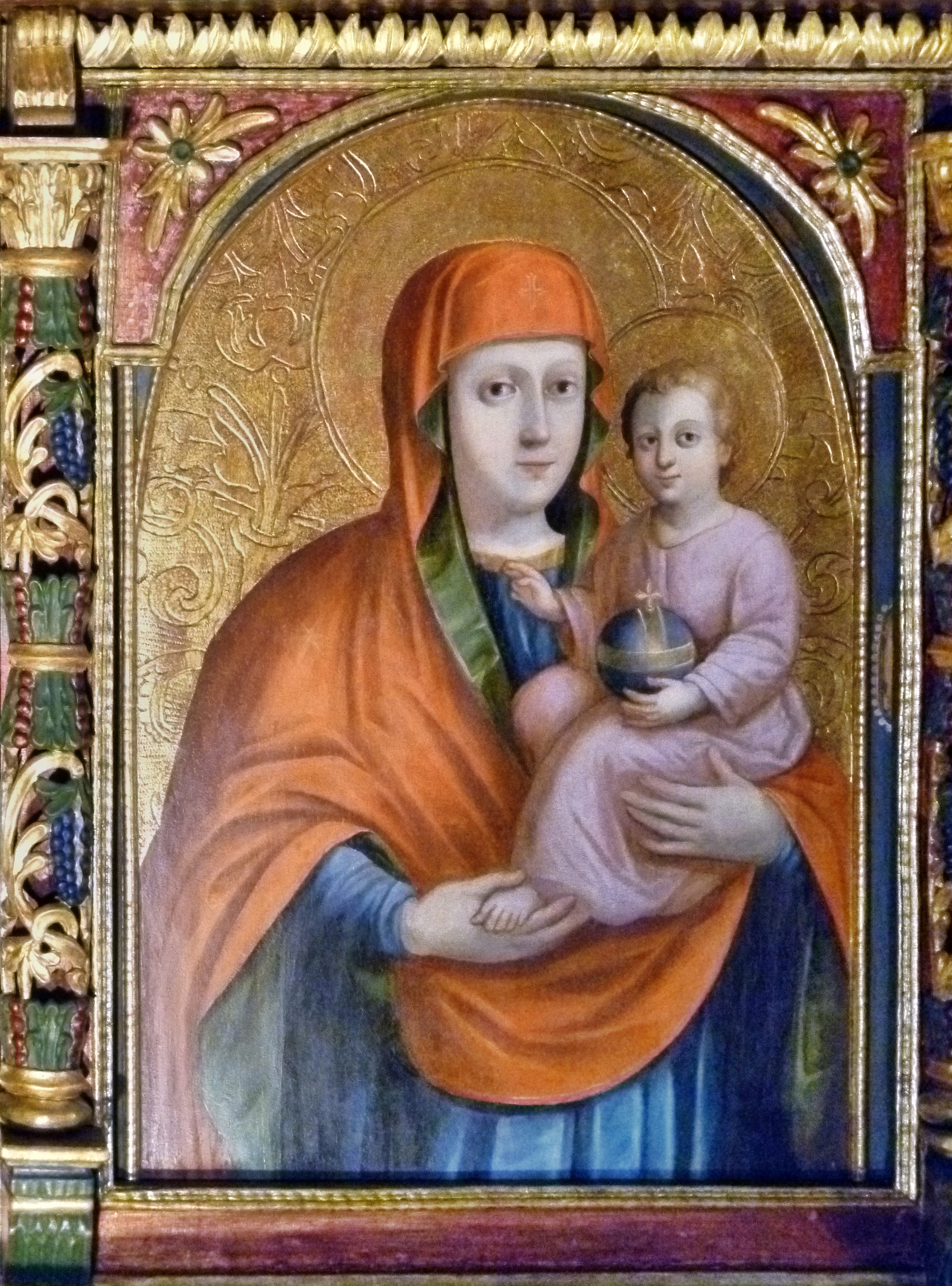
Ikona Matki Bożej Hodegetrii z 1693
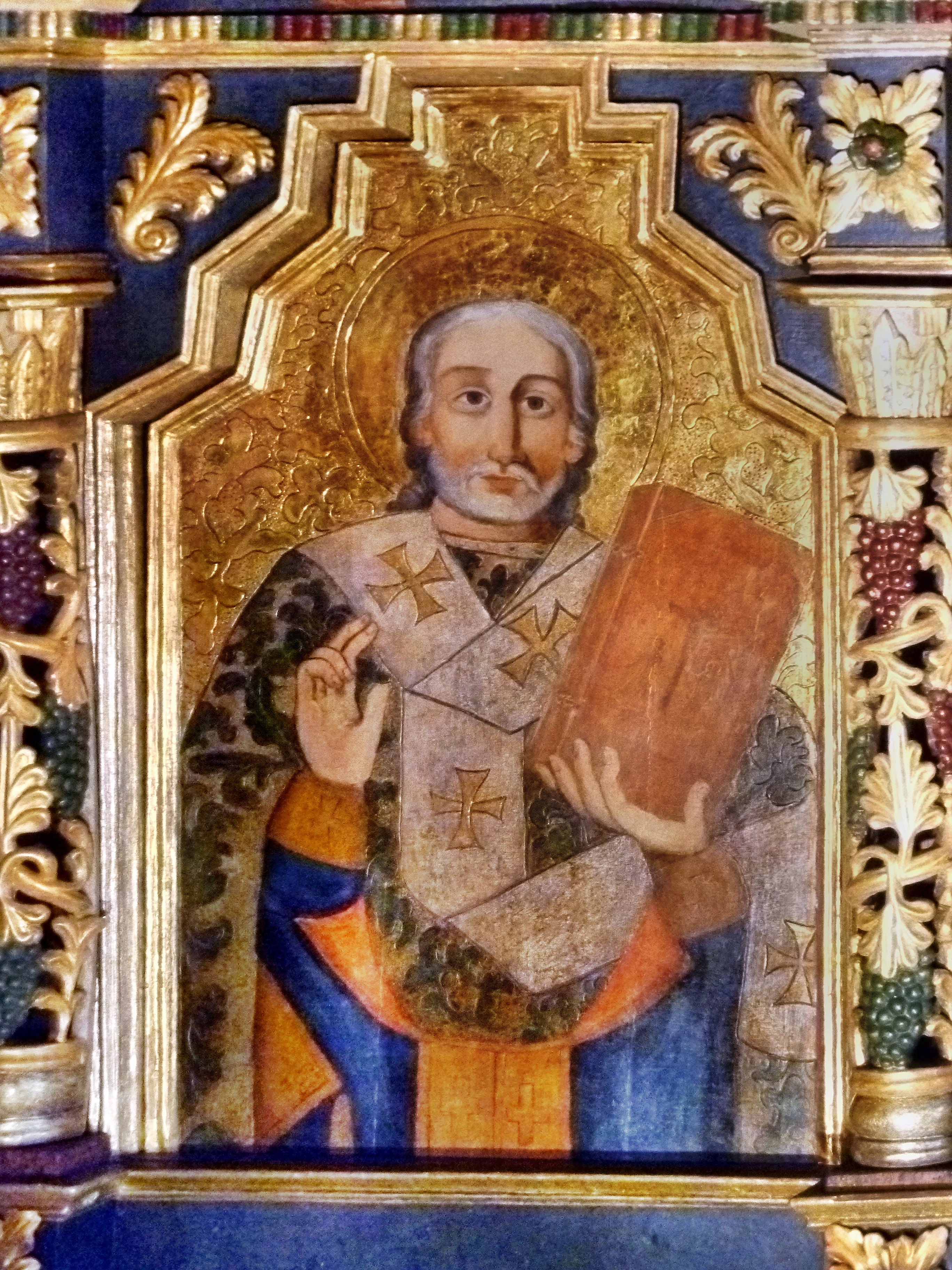
Fragment ikonostasu
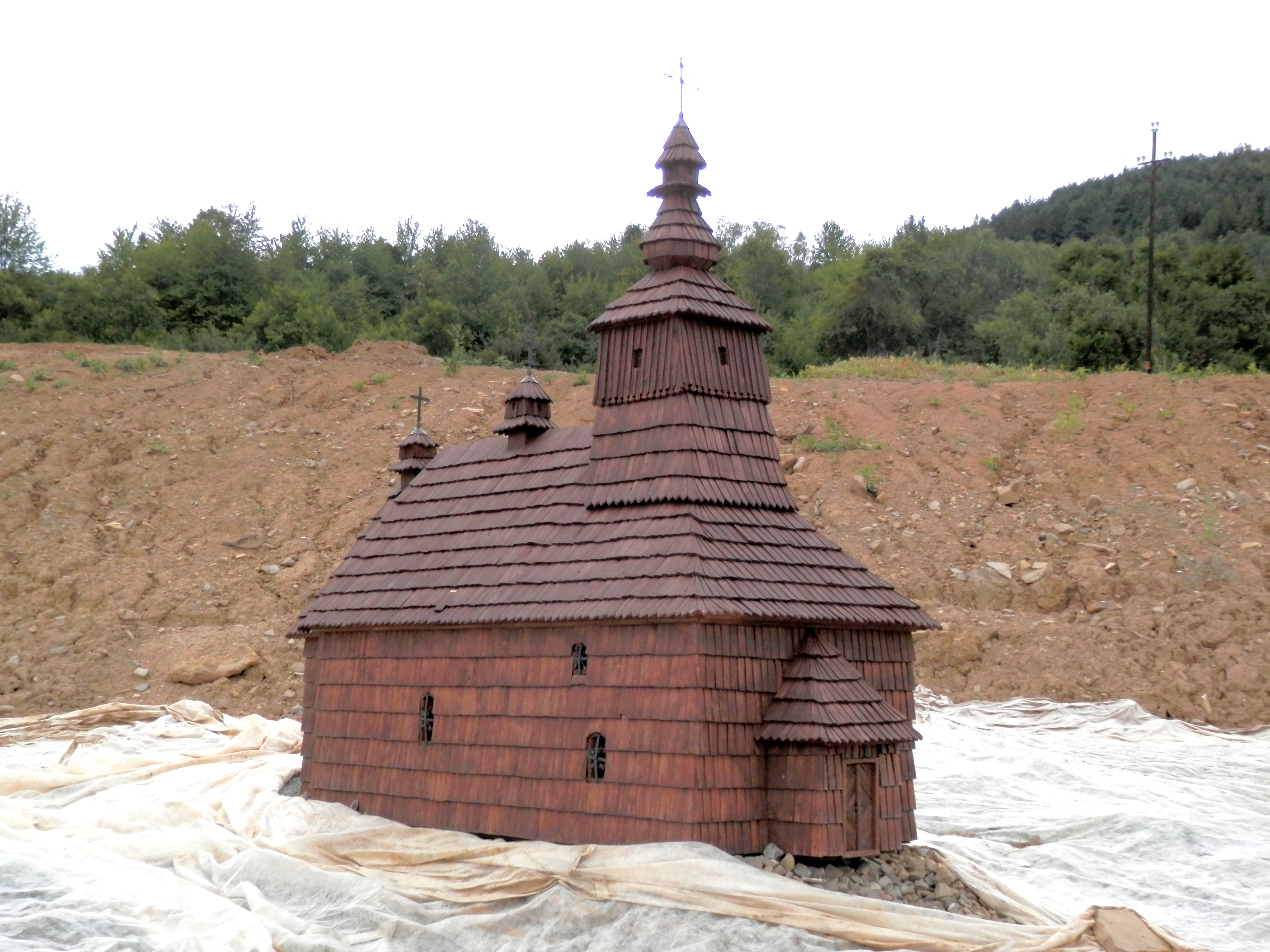
Replika w miniskansenie Ľutina

Kilka ikon z XVII w. pochodzących z wcześniejszej świątyni umieszczono po konserwacji w 2001 w muzeum w Czerwonym Klasztorze.